# Carrozze FS tipo MDVE
Le carrozze tipo MDVE (chiamate semplicemente Medie Distanze insieme alle carrozze tipo MDVC) delle Ferrovie dello Stato sono una serie di carrozze costruite negli anni ottanta del XX secolo per i servizi ferroviari di categoria intermedia.

## Storia
Nel 1980 le Ferrovie dello Stato Italiane commissionarono la costruzione di un nuovo tipo di carrozza specializzato per il servizio interno su medie e lunghe distanze, principalmente relativo a servizi interregionali.
La costruzione fu affidata a un pool di imprese, formato da Imesi (Aviofer), Breda Costruzioni Ferroviarie, Sofer, O.ME.CA. e da aziende del Gruppo FIREMA (Officine di Cittadella e Officina Meccanica della Stanga) La prima unità fu consegnata nell'ottobre 1981. Per le MDVE le FS studiarono appositamente una nuova livrea, dai colori "rosso Bordeaux" e "grigio perla", con fascette arancio. La prima MDVE fu costruita dalle Officine di Cittadella.
In quegli anni era in corso di conclusione anche la progettazione delle carrozze MDVC, per cui si decise la costruzione di una versione modificata di queste ultime, basata su un telaio molto simile per limitare i costi.
Le MDVE sono analoghe alle carrozze MDVC pure negli allestimenti interni, sebbene siano state costruite con una suddivisione in due zone, effettuata tramite pannelli trasversali in cristallo stratificato da 10 mm, per separare l'area fumatori dall'area non fumatori.
Con l'applicazione su tutti i treni del divieto di fumo a bordo tali tramezzi sono stati rimossi rendendo di fatto le carrozze a salone unico.
La principale differenza tra le carrozze MDVC e MDVE sta nella posizione dei vestiboli: il nome significa Medie Distanze Vestiboli Estremi, in quanto i vestiboli di accesso di questi mezzi si trovano alle estremità, in corrispondenza delle zone di interconnessione tra le carrozze, e delimitano un unico compartimento passeggeri che si estende per tutta la lunghezza della carrozza (mentre nelle carrozze MDVC vi sono tre compartimenti passeggeri divisi da due vestiboli con collocazione simmetrica sia rispetto al centro della carrozza sia rispetto alle estremità). Le carrozze MDVE, a differenza delle MDVC, non sono state costruite in versione semipilota.
Le porte di accesso ad azionamento pneumatico, scorrevoli ad anta singola, sono piuttosto strette (750 mm di ampiezza del vano utile), risultando ad oggi uno dei limiti principali di questi mezzi, nel complesso versatili ed efficienti. Le ante sono dotate di sbloccaggio manuale, così da poter essere facilmente aperte in caso di guasti.
Dotate originariamente di due servizi igienici per ogni carrozza, posti vicino ai vestiboli di salita/interconnessione, in molti casi essi sono stati poi ridotti ad uno a causa dell'aggiunta dell'impianto di climatizzazione. Tutte le vetture possono trasportare 86 passeggeri, con tutti i sedili disposti in configurazione vis-a-vis.
I sedili in tubolare in acciaio con cuscini poliuretanici e finitura autoestinguente sono gli stessi della prima serie delle MDVC, da cui si differenziavano in origine solo per il colore della tela di copertura dello schienale.

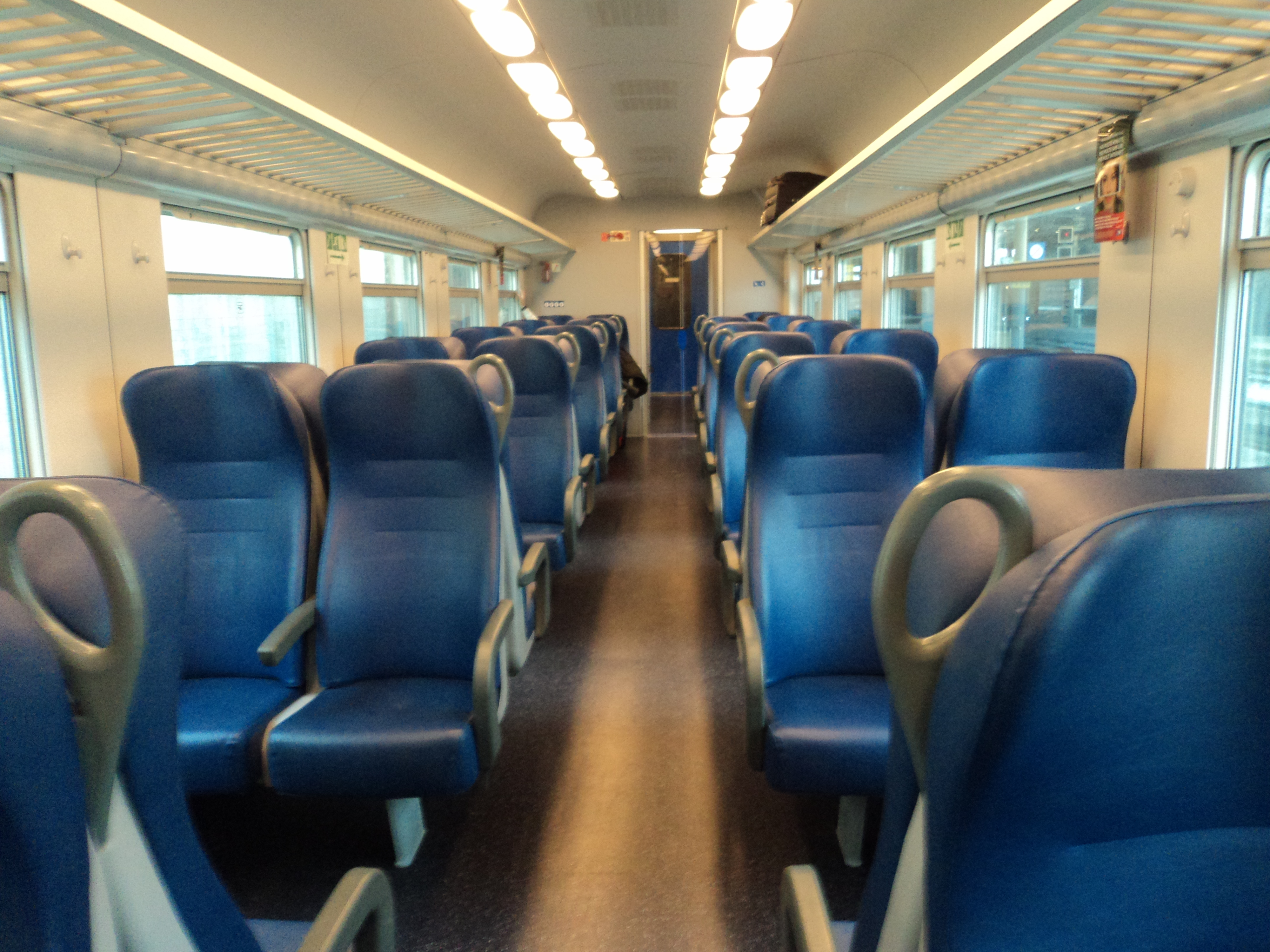
Gli interni di una carrozza MDVE di seconda classe revampizzata con arredamenti di terza generazione.

Dai primi anni duemila la flotta è stata ripellicolata durante l'operazione di restyling secondo i nuovi colori societari della livrea XMPR, perdendo l'originale colorazione bianco greggio-rosso-arancio; in seguito, a partire dal 2017, sulla maggior parte delle carrozze ancora in servizio è stata applicata la livrea DPR che ha sostituito l'XMPR sui treni regionali italiani.
Nel 2009 è iniziato un progetto di revamping di tutta la flotta residua di MDVE e MDVC per un totale di 2334 carrozze, le prime sono entrate in circolazione dal febbraio 2011. Successivamente il numero di carrozze da revampizzare è calato a circa 1600 unità a causa del mancato rinnovo del contratto da parte di alcune regioni che hanno preferito investire sull'acquisto di nuovo materiale rotabile. Le MDVE revampizzate sono riconoscibili dall'esterno in base all'adozione di un nuovo tipo di finestrini con l'estremità superiore apribile "a compasso", destinati a sostituire gli originali Klein. Gli interni hanno ottenuto un miglior grado di insonorizzazione, nuovi sedili, l'installazione dell'impianto antincendio ed il rifacimento degli impianti elettrici, di climatizzazione e di riscaldamento. Tutte le unità non revampizzate sono in via di accantonamento, mentre buona parte di quelle revampizzate è tuttora in servizio.
Nel 2011 alcune unità operative nella regione Piemonte vennero ripellicolate, in occasione dei 150 anni dell'Unità d'Italia, in livrea "Torino-Milano", usate in composizione bloccata con le MDVC.

### Esemplari particolari
Nel 1988 quattro vetture sono state modificate ed adattate per realizzare un treno speciale adibito ad esposizioni. Una divenne "Carrozza Conferenze" (con marcatura Vc) e tre divennero "Carrozza Mostra" (marcatura Ves). Da allora continuano ad essere impiegate per il Treno Verde. Nel 2011 furono utilizzate anche per gli allestimenti speciali Viaggio dell'Eroe e Calabria in movimento. 
Nel 1986 la Breda Costruzioni Ferroviarie, dopo aver stipulato un contratto con il Consiglio Nazionale delle Ricerche, propose alle Ferrovie dello Stato un'innovativa versione delle vetture MDVE, realizzata completamente in acciaio inossidabile. La vettura esteriormente differiva dalle sorelle, oltre che per la livrea specifica ove risaltava la struttura interamente d'acciaio, anche dalle nervature al di sotto dei finestrini, che hanno reso la carrozza ben riconoscibile dalle altre anche dopo l’applicazione della livrea XMPR. L’allestimento interno invece era lo stesso utilizzato sulle vetture "Medie Distanze". Secondo i progettisti i vantaggi erano dati principalmente dall'innovativo materiale costruttivo. L'acciaio infatti garantisce l’inattaccabilità dalla corrosione, una significativa riduzione della massa (risparmio di 2000 Kg a vuoto), oltre a un’importante diminuzione della manutenzione necessaria, non richiedendo verniciature protettive. Nonostante le premesse il progetto non ebbe il seguito sperato e la vettura rimase un esemplare unico - non venendo nemmeno sottoposta al revamping come alcune delle sorelle - fino all'accantonamento presso lo scalo di Bolano. Nel 2020 tale unità venne trasferita presso la Vico di San Giuseppe di Cairo per la demolizione. Nell'autunno del 2021 è stata recuperata grazie dell'interessamento di Fondazione FS e trasferita al deposito locomotive di La Spezia Migliarina in attesa del restauro.

## Stato attuale
Ad oggi, le carrozze MDVE, così come le MDVC, rimangono molto utilizzate sia sui treni regionali che regionali veloci a lunga percorrenza, in quanto, pur mostrando tutti i limiti di un gruppo di rotabili con più di quattro decenni di servizio sulle spalle e non essendo dotate di alcune tecnologie moderne, ad esempio i monitor per l'informazione ai passeggeri, presentano ancora una grande affidabilità e lo spazio ed il comfort rimangono ottimi anche sulle lunghe distanze. Un uso classico di queste tipologie di carrozze è quello sulle linee lungo le quali, per motivi tecnici di qualsiasi genere, non è possibile impiegare rotabili per il trasporto regionale di concezione più moderna, come gli elettrotreni Rock e Pop ed i convogli Vivalto.